# Садовский сельский совет (Голопристанский район)
Садовский сельский совет (укр. Садівська сільська рада) — входит в состав Чулаковской сельской общины Скадовского района Херсонской области Украины.
Административный центр сельского совета находится в 
пос. Садовое
.

## История
Ранее входил в Голопристаньский район Херсонской области Украины.
25 октября 2020 года Садовский сельский совет вошёл в Чулаковскую сельскую общину Скадовского района Херсонской области.

## Населённые пункты совета
- пос. Садовое
- с. Братское
- с. Вольная Дружина
- с. Ивановка
- с. Памятное